# Раунд Лејк (Њујорк)
Раунд Лејк (енгл. Round Lake) град је у америчкој савезној држави Њујорк.

## Демографија
По попису из 2010. године број становника је 623, што је 19 (3,1%) становника више него 2000. године.
| Група             | 2000.       | 2010.       |
| Белци             | 576 (95,4%) | 583 (93,6%) |
| Афроамериканци    | 3 (0,5%)    | 5 (0,8%)    |
| Азијати           | 7 (1,2%)    | 9 (1,4%)    |
| Хиспаноамериканци | 6 (1,0%)    | 11 (1,8%)   |
| Укупно            | 604         | 623         |